# Nanchangosaurus
Nanchangosaurus is een geslacht van uitgestorven aquatische reptielen, dat leefde tijdens het Midden-Trias in de kustwateren van China. Het is vernoemd naar de prefectuur Nanzhang in Hubei, waar het werd gevonden. Het voedde zich waarschijnlijk met vis of gebruikte zijn lange kaken om te zoeken naar ongewervelde waterdieren. Het leek qua bouw op ichthyosauriërs en kan daarmee worden gerelateerd.
Het holotype is GMC 646, een fragmentarisch skelet met schedel.

## Kenmerken
Nanchangosaurus leek op een kruising tussen een ichthyosauriër en een krokodil. Dit honderdvijftig tot tweehonderd centimeter lange reptiel woog veertig kilogram en had een fusiform lichaam, vergelijkbaar met een dolfijn of een ichthyosauriër, peddelachtige ledematen, met voorpoten groter dan achterpoten en een krokodilachtige staart om door het water te zwemmen. Het had benige schubben op zijn rug, net als een alligator, maar had een lange snuit bezet met tanden, zoals een ichthyosauriër of een rivierdolfijn.

## Fylogenie
Nanchangosaurus is een lid van de Hupehsuchia, een groep die de zeer gelijkende Hupehsuchus omvat. In feite kunnen de twee soortgenoten zijn. Een paar verschillen tussen de twee soorten worden gezien. Hupehsuchus had een zwaarder pantser en meer verdeelde rugstekels dan Nanchangosaurus. Behalve Hupehsuchus is er weinig verder bekend over de verwanten van Nanchangosaurus. Ze zijn soms aangeduid als voorouders van de ichthyosauriërs vanwege hun gestroomlijnde vorm, lange kaken en peddelachtige handen, evenals de ontdekking van polydactylie in de vinnen van Hupehsuchus, net als de ichthyosauriërs. Een venster in de schedelwand suggereert echter dat ze in plaats daarvan mogelijk verwant zijn aan archosauriërs. Sommige mensen plaatsen ze zelfs in de Eosuchia, een groep vroege, diapside reptielen.